# Nectandra astyla
Nectandra astyla là một loài thực vật thuộc họ Lauraceae. Đây là loài đặc hữu của Peru.